# Metalimnophila unipuncta
Metalimnophila unipuncta là một loài ruồi trong họ Limoniidae. Chúng phân bố ở miền Australasia.